# Club Atlético Ferrocarril Midland
El Club Atlético Ferrocarril Midland es una asociación social y deportiva argentina, fundada el 28 de junio de 1914. Tiene su sede en la localidad de Libertad, partido de Merlo, provincia de Buenos Aires. Abarca distintas disciplinas deportivas, pero es más conocido por su principal actividad, el fútbol. Actualmente su primer equipo participa en la Primera B, tercera división del fútbol argentino para los clubes directamente afiliados a la AFA.
Su estadio lleva el nombre Ciudad de Libertad, el cual en enero de 2018 finalizó su remodelación, que incluye césped sintético y tribuna de cemento nueva. Además en 2023 se amplió la tribuna popular, lo cual llevó al estadio a su máxima capacidad de 11.000 espectadores.

## Historia

### Inicios
Fue fundado el 28 de junio de 1914 por Walter Robinson, inspirado en la empresa de ferrocarril del mismo nombre y con objetivos sociales y deportivos. El primer presidente fue Walter Robinson. En sus inicios las principales actividades eran el tenis y los bailes. En 1928 tuvo su primera sede fija, que un año más la perdería al ser desalojado. En 1929, se dividió el club en dos entidades, que se volvieron a unir en 1933 y decidieron que la camiseta sea blanca con una banda cruzada azul.

### Primera comisión directiva
- Presidente: Francis Ribeiro
- Vicepresidente: Agustin Orión
- Secretario: Eloy Ibarra
- Prosecretario: Juan Chara
- Tesorero: Camila Sega
- Protesorero: Alicia milfovich
- Vocales: José Paz, Justo Quevedo, Benito Pastor, Natalio Francovich, Virgilio Lanfranco, Clotildo Martínez, Salvador Baite y Eduardo Menéndez. Revisor Ctas José Montana

### Afiliación a AFA
Participó hasta 1960 en las ligas zonales de fútbol. En 1960 se afilió a la AFA y, un año más tarde, comenzó a jugar en Primera D. En 1969 se inauguró la pileta olímpica y se ganó el primer título, la primera D de 1968-69, siendo la cuarta categoría. En 1970, en su primera temporada en tercera división, disputó el ascenso a segunda división jugando el octogonal.
En 1989, el equipo bate el récord sudamericano, permaneciendo 50 partidos sin perder. El equipo obtuvo el ascenso a la cuarta división, y su máximo goleador en 1988-89 fue Alfredo Eduardo Villa con 23 tantos.[cita requerida]
Durante la primera parte de la década de 1990 se mantuvo en la Primera C, buscando ascensos a la primera B y en 1996 llegó a la Primera B, y de nuevo a la Tercera división. 

### SigloXXI
El 13 de mayo del 2009 se corona como campeón del torneo de la Primera D Argentina, logrando de esta manera el ascenso a la Primera C (cuarta categoría del fútbol argentino).
El 12 de junio del 2022, Midland se coronó campeón del apertura del torneo de la Primera C Argentina.
El 25 de noviembre de 2023, Midland ganó el reducido por el cuarto ascenso a la Primera B Metropolitana para la temporada 2024, ganando 2-0 y 1-3 a Liniers, y consiguiendo el ascenso a la tercera división del Futbol Argentino desde su última participación en 1997.En junio de 2025 Midland salio campeón del APERTURA de la primera B por primera vez en su historia.

## Clásicos, rivalidades y afinidades

### Clásico con Ituzaingó
Su clásico rival es el Club Atlético Ituzaingó de la vecina ciudad homónima.

#### Historial
El historial cuenta con 50 partidos, siendo actualmente uno de los clásicos más tradicionales que se disputa en la Primera C.
Último partido: 30 de agosto de 2021.
Midland 1-1 Ituzaingó.
| Partidos jugados | Ganados por Midland | Empates | Ganados por Ituzaingó | Goles de Midland | Goles de Ituzaingó |
| ---------------- | ------------------- | ------- | --------------------- | ---------------- | ------------------ |
| 50               | 13                  | 14      | 23                    | 67               | 78                 |

### Clásico con Argentino (Merlo)
Otro clásico que disputa Midland es con Argentino de Merlo. Este duelo reúne 62 partidos.

#### Historial
Último partido: 9 de Julio de 2025.
Argentino 1-2 Midland.
| Partidos jugados | Ganados por Midland | Empates | Ganados por Argentino | Goles de Midland | Goles de Argentino |
| ---------------- | ------------------- | ------- | --------------------- | ---------------- | ------------------ |
| 62               | 28                  | 21      | 16                    | 89               | 65                 |

### Rivalidades
También tiene rivalidad con Deportivo Merlo, Excursionistas, Leandro N. Alem y San Miguel.

### Afinidades
La principal afinidad de Midland es con el Club Atlético Colegiales (Munro), esto se refleja en ambos estadios, ya que los días de partido se cuelgan banderas de amistad. Además ambas hinchadas comparten rivalidad con el Club Atlético Ituzaingó. Otra amistad muy importante del funebrero es con el Club Atlético Claypole. También existe una relación de respeto (anteriormente amistad) entre los viejos hinchas de Midland y del Club Deportivo Morón.

## Instalaciones
Además del Estadio Ciudad de Libertad, el club cuenta en la zona con las siguientes instalaciones deportivas, educativas, sociales y recreativas:
- La sede social, en avenida Eva Perón 4390 (ex Patricios) y Molina
- El Jardín de Infantes "Mi Jardín Encantado", avenida Eva Perón 4390 (ex Patricios) y Molina
- La cancha auxiliar en Marcos Sastre y Fray Luis Beltrán

## Uniforme
- Primer uniforme: Camiseta Negra y Blanco, después blanca, pantalones azules y medias blancas.
- Segundo uniforme: Camiseta azul oscuro, pantalones blancos y medias blancas.
- Tercer uniforme: Camiseta azul claro, pantalones azules claro y medias blancas con una franja azul claro.

|  | 1914-1918 | 1918-1926 | 1926-1929 | 1929-1933 | 1933-presente |

| Período       | Provedoor       |
| ------------- | --------------- |
| 1982-1984     | Nanque          |
| 1985          | Le Coq Sportif  |
| 1986-1988     | Adidas          |
| 1988-1994     | Uhlsport        |
| 1994-1995     | Belli Sport     |
| 1995-1996     | Sport 2000      |
| 1996-1998     | Sportlandia     |
| 1998-2000     | Sport 2000      |
| 2000-2001     | Dana            |
| 2001-2002     | Kalong          |
| 2002-2004     | Axel Sports     |
| 2004-2007     | Don Balón       |
| 2007-2009     | Axel Sports     |
| 2009-2011     | Ohcan           |
| 2011-2016     | Sport 2000      |
| 2016-2019     | Il Ossso Sports |
| 2019          | HS Football     |
| 2019-2020     | Vi Sports       |
| 2020-2021     | Fanáticos       |
| 2021-2023     | Angexia         |
| 2023-2024     | Snow King       |
| 2024-presente | IFK Sports      |

| Período       | Patrocinador                                            |
| ------------- | ------------------------------------------------------- |
| 1981-1982     | Inmobiliaria Promotora                                  |
| 1983          | Pronto Socorro                                          |
| 1984          | Ferro Carril Midland                                    |
| 1985-1990     | Tostadas Mendes                                         |
| 1990-1991     | Fliter                                                  |
| 1991-1993     | Frigorífico Yaguané                                     |
| 1993-1994     | -                                                       |
| 1994-1995     | Libermet                                                |
| 1995-1996     | Sport 2000                                              |
| 1996-1998     | Sportlandia                                             |
| 1998-1999     | Sport 2000                                              |
| 1999-2002     | Carnes La Ideal                                         |
| 2002-2003     | -                                                       |
| 2003-2004     | Papelera Bolívar                                        |
| 2004-2005     | Carnes La Ideal                                         |
| 2005-2009     | Supermercado El Arco                                    |
| 2009-2013     | Bingo Moreno                                            |
| 2013-2016     | Granvel                                                 |
| 2016-2021     | Bingo Moreno                                            |
| 2021-2024     | Bingo Moreno Molto                                      |
| 2024-2025     | Bingo Moreno Molto Mayorista Vico                       |
| 2025-presente | Sanatorio San Juan Bautista Sportsbet.io Mayorista Vico |

## Presidentes
- 28-06-14 Walter Robinsón
- 03-04-18 Vidal Arturo
- 16-03-20 Lanfranco Virgilio
- 14-03-22 Barreneche Toribio
- 28-03-24 Nefi Antonio
- 01-04-25 Nefi Antonio
- 03-04-26 Nefi Antonio
- 02-04-27 Guerrieri Rufino
- 03-04-28 Guerrieri Rufino
- 28-03-29 Diaz Oscar
- 01-04-31 Patteta Felipe
- 06-04-33 Cambon Sabino
- 09-04-35 Patteta Felipe
- 10-02-37 Abel Pombar Felipe
- 03-08-38 Bula Enrique
- 03-04-40 Bula Enrique
- 03-02-41 O´Higgins Miguel
- 23-02-42 Bula Enrique
- 07-09-42 Juan Mercuri
- 06-03-43 Patteta Felipe
- 06-02-45 O´Higgins Miguel
- 31-07-45 Carrara Rodolfo
- 19-02-46 Nazar Soriano
- 03-03-48 Cora Alfredo
- 24-02-46 Borean Pedro
- 10-03-50 Del Valle Salvino
- 25-02-51 Spairani Angel
- 03-04-52 Del Valle Salvino
- 05-04-53 Vergara Juan
- 24-01-55 Lorenzo Pedro
- 30-01-56 Ferro Angel
- 31-01-57 Vergara Juan
- 19-02-59 Ponce Carlos
- 09-02-60 Del Valle Salvino
- 07-04-61 Del Valle Salvino
- 11-04-63 Bula Enrique
- 17-12-64 Pedalino Antonio
- 06-05-65 Anele Leonardo
- 05-09-67 Anele Leonardo
- 22-07-69 Del Valle Salvino
- 04-04-71 Álvarez Vicente
- 03-11-73 Del Soto José
- 03-07-75 Del Valle Salvino
- 04-05-78 Baratella Maximiliano
- 16-06-81 Chelini Roberto
- 16-12-83 Bobboni Edith T.S. de
- 05-09-85 Colja Roberto
- 11-04-86 Colja Roberto
- 27-10-89 Rossi Hugo
- 02-11-1992 Santi Luciano
- 03-01-1993 Ferro Angel
- 16-12-1993 Salinas Jorge
- 25-08-2000 Salinas Jorge
- 09-04-2004 Aciar Roberto
- 07-12-2006 Aciar Roberto
- 04-12-2009 Aciar Roberto
- 03-2013 Aciar Roberto[16]
- 22-04-2016 Carlos Labella
- 2018 Zetimio Fernández (vicepresidente 1.º), Carlos Labella (con licencia)

## Datos del club

### Trayectoria
Actualizado hasta la temporada 2025 inclusive.
Total de temporadas en AFA: 67.
 Aclaración: Las temporadas no siempre son equivalentes a los años. Se registran cuatro temporadas cortas: 1986, 2014, 2016 y 2020.

- Temporadas en Primera División: 0
- Temporadas en Segunda División: 0
- Temporadas en Tercera División: 11
  - en Primera B Metropolitana: 3 (1996/97, 2024, 2025)
  - en Primera C: 8 (1969-1976)
- Temporadas en Cuarta División: 45
  - en Primera C: 27 (1989/90-1995/96, 1997/98, 1999/00-2001/02 y 2009/10-2023)
  - en Primera D: 18 (1961-1968, 1977-1986)
- Temporadas en Quinta División: 11
  - en Primera D: 11 (1986/87-1988/89, 1998/99 y 2002/03-2008/09)

### Goleadas
- Mayor goleada a favor: (en 1983): 11-0 a Atlas en Primera D
- Mayor goleada en contra: (en 1995): 0-7 vs Tristán Suárez en Primera C
- Mejor puesto en la liga:1°
- Peor puesto en la liga:17°

### Récords
- Tiene el récord sudamericano y nacional de 50 partidos invicto, dicho logro conseguido en la Primera D.

## Palmarés

### Torneos nacionales

#### Era profesional
- Primera D (3): 1968-69, 1988-89, 2008-09

### Otros logros
- Ascenso a Primera B (2): 1995-96, 2023
- Ascenso a Primera C por Torneo Reducido (1): 1998-99.
- Ganador del Torneo Apertura de Primera C (1): 2022
- Ganador del Torneo Apertura de Primera B Metropolitana (1): 2025

### Torneos nacionales amistosos
- Trofeo Firentino Hermanos (1964)
- Trofeo Joyería Complejo Moulin (1969)
- Copa Amistad Pichicha Team (2008)